# 沃莱吕比尼
沃莱吕比尼（法語：Vaux-lès-Rubigny，法語發音：[vo lɛ ʁybiɲi]，意为“吕比尼附近的沃”）是法国阿登省的一个市镇，属于勒泰勒区。

## 地理
沃莱吕比尼（49°41'28"N, 4°11'7"E）面积3.92 平方千米，位于法国大東部大區阿登省，该省份为法国北部内陆省份，西接埃纳省，南至马恩省，东临默兹省，北与比利时接壤。
与沃莱吕比尼接壤的市镇（或旧市镇、城区）包括：拉伊蒙、肖蒙波尔西安、弗拉伊库尔、罗基尼、吕比尼。

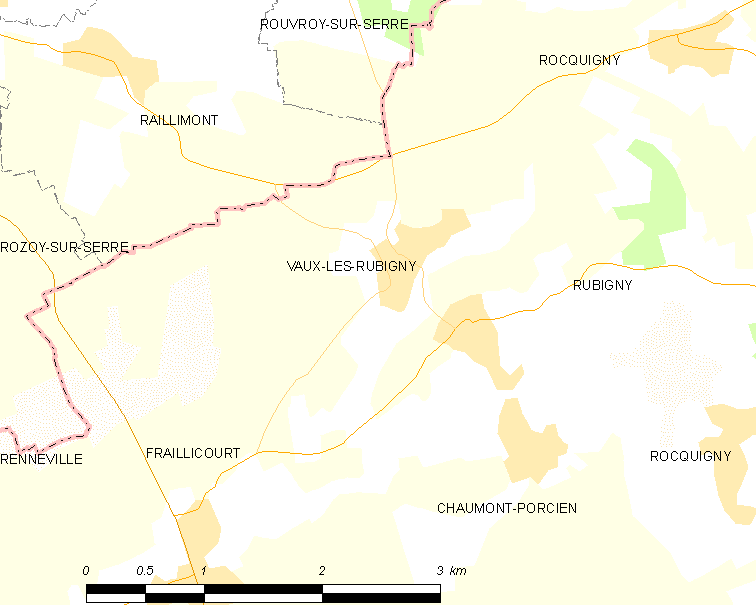
沃莱吕比尼的OSM定位图

沃莱吕比尼的时区为UTC+01:00、UTC+02:00（夏令时）。

## 行政
沃莱吕比尼的邮政编码为08220，INSEE市镇编码为08465。

## 政治
沃莱吕比尼所属的省级选区为锡尼拉拜县。

## 人口

1962-2008年间沃莱吕比尼人口变化图示

沃莱吕比尼于2022年1月1日时的人口数量为44人。